# Samurai Shodown (jeu vidéo, 2019)
Samurai Shodown (侍魂, Samurai Spirits) est un jeu de combat développé et édité par SNK, sorti le 27 juin 2019 sur PlayStation 4 et Xbox One, puis le 19 novembre sur Google Stadia. Le jeu est également développé sur Nintendo Switch pour la fin d'année 2019. Samurai Shodown utilise pour la première fois le moteur de jeu Unreal Engine 4.
L'histoire prend place en 1787 lors de la 7e année de l'Ère Tenmei. Matsudaira Sadanobu, conseil du shogun nouvellement nommé, a été choisi pour inaugurer une nouvelle ère de réforme avec l'Ère Kansei. Cependant, le pays reste en proie au feu, aux ruines et à la famine, tandis qu'un sinistre nuage obscurcit l'air avec un pressentiment de terreur. Le titre contient 16 personnages dont 3 nouveaux : Kurama Yashamaru, Darli Dagger et Wu-Ruixiang.

## Chronologie
L'histoire du jeu se passe entre Samurai Shodown V et Samurai Shodown.

## Personnages jouables

### Personnages de base
- Haohmaru
- Nakoruru
- Yashamaru Kurama (Protagoniste)
- Genjuro Kibagami
- Charlotte
- Galford
- Jubei Yagyu
- Earthquake
- Shiki
- Ukyo Tachibana
- Yoshitora Tokugawa
- Hanzo Hattori
- Kyoshiro Senryo
- Tam Tam
- Darli Dagger
- Wu-Ruixiang

### Personnages DLC
Saison 1
- Rimururu
- Shizumaru Hisame (Gratuit)
- Basara
- Kazuki Kazama
- Wan-Fu

Saison 2
- Mina Majikina
- Sogetsu Kazama
- Iroha
- Warden (Guest) (For Honor)
- Gongsun Li (Guest) (Honor of Kings) (Gratuit)

Saison 3
- Cham Cham
- Hibiki Takane (Guest) (The Last Blade)
- Shiro Tokisada Amakusa
- Baiken (Guest) (Guilty Gear)

## Critiques
Ce jeu vidéo a été testé par plusieurs sites de jeux vidéo comme Gameblog, Gamekult ou Jeuxvideo.com.